# Moskevský centrální okruh
Moskevský centrální okruh (rusky Московское центральное кольцо – Moskovskoje centralnoje kolco) je oficiální název pro linku železniční osobní dopravy, která je částečně integrovaná s moskevským metrem, co se platby jízdného a přestupů týče. Jde o městský systém provozu na 54 kilometrů dlouhé hlavní trati Malého okruhu Moskevské železnice, což je okružní železniční trať v Moskvě, hlavním městě Ruské federace. Moskevský centrální okruh fakticky funguje jako pozemní linka metra, přičemž leží dál od centra než okružní linka moskevského metra Kolcevaja dlouhá jen 19,4 kilometru, které má ulehčit.
Malý okruh Moskevské železnice byl původně plánován a postaven v letech 1903–1908 pod patronátem cara Mikuláše II., do roku 1934 složil jak pro osobní tak i pro nákladní dopravu, poté sloužil výhradně již nákladní dopravě. Pro osobní dopravu byla trať za 130 miliard rublů zrekonstruována v letech 2012–2016 a pro provoz na ní byly zakoupeny soupravy Lastočka (česky „Vlaštovka“) z rodiny Siemens Desiro vyráběné v Rusku v Jekatěrinburgu. Počet cestujících se postupně zvyšuje, na konci roku 2016 se jednalo o 300 tisíc osob denně, od září roku 2017 toto číslo převyšuje 400 tisíc cestujících, v roce 2023 už dosáhlo 640 tisíc cestujících denně.

## Charakteristika

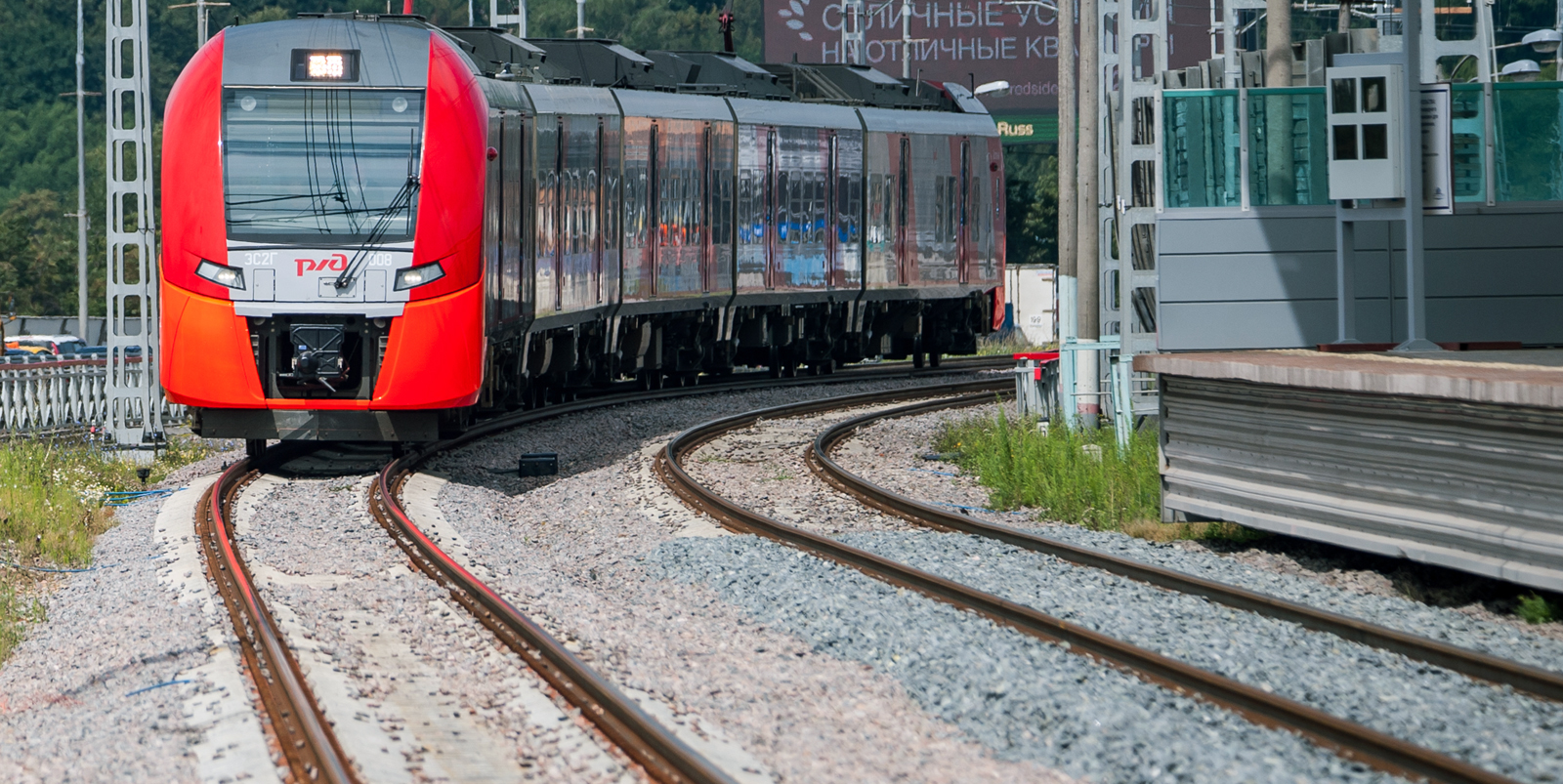
Souprava Lastočka na Moskevském centrálním okruhu

Dle představitelů moskevského metra i města Moskvy se jedná o způsob dopravy, který poskytuje cestujícím stejnou úroveň služeb, co se pravidelnosti spojů, systému jízdného i navigace ve stanicích týče. Tato trať je proto integrována do systému moskevského metra, na mapách je vyznačena na schématech metra bílou čarou s červeným okrajem nazývaným MCK a sériovým číslem 14. Na trati je 31 stanic, celkem s přestupy na 10 linek metra a 8 radiálních směrů Moskevské železnice a 1 směr Okťabrské železnice. 
Vzhledem k vazbě na metro jsou zastávky na této lince oficiálně nazývané stanicemi, o stanice v pravém slova smyslu se však nejedná, neboť jim chybí kolejové rozvětvení. Stanice s kolejovým rozvětvením však na Malém okruhu Moskevské železnice existují, vlaky na Moskevském centrálním okruhu je však v provozu nevyužívají. Zastávky na Moskevském centrálním okruhu se nacházejí jak v prostoru stanic (v některých případech i dvě v prostoru jedné stanice - například Andronovka a Nižegorodskaja se nacházejí mezi severním a jižním zhlavím stanice Andronovka) tak i v prostoru mimo stanice (např. Novochochlovskaja).
V době spuštění Moskevského centrálního okruhu byl interval mezi spoji 6 minut. Od roku 2019 činí tento interval 4 minuty. Většina stanic je již nyní součástí dopravních uzlů, do budoucna se plánuje, že by téměř všechny stanice měly být součásti dopravního uzlu.

## Stanice
- Okružnaja
- Vladykino
- Botaničeskij sad
- Rostokino
- Bělokamennaja
- Bulvar Rokossovskogo
- Lokomotiv
- Izmajlovo
- Sokolinaja Gora
- Šosse Entuziastov
- Andronovka
- Nižegorodskaja
- Novochochlovskaja
- Ugrešskaja
- Dubrovka
- Avtozavodskaja
- ZIL
- Věrchnije Kotly
- Krymskaja
- Ploščaď Gagarina
- Lužniki
- Kutuzovskaja
- Dělovoj centr
- Šelepicha
- Chorošovo
- Zorge
- Panfilovskaja
- Strešněvo
- Baltijskaja
- Koptěvo
- Lichobory